# Tyler Lovering
Tyler Lovering (* 13. Juli 1971 in Wilcox, Saskatchewan) ist ein ehemaliger kanadisch-australischer Eishockeyspieler, der mit den Sydney Bears 2002 und 2007 den Goodall Cup, die australische Landesmeisterschaft, gewinnen konnte.

## Karriere
Tyler Lovering begann seine Karriere bei den Moose Jaw Warriors in der Western Hockey League. Nachdem er von 1989 für die Lowell River Hawks, das Team der University of Massachusetts Lowell, in der Division 1 der National Collegiate Athletic Association gespielt hatte, kehrte er nach Moose Jaw zurück und spielte noch ein weiteres Jahr für die Warriors. Später zog es ihn dann nach Australien, wo er in den 2000ern für die Sydney Bears in der Australian Ice Hockey League auf dem Eis stand. 2002 und 2007 konnte er mit den Bären den Goodall Cup, die australische Meisterschaft, gewinnen.

### International
Für die australische Nationalmannschaft spielte Lovering zunächst bei den D-Weltmeisterschaften 1998, 1999 und 2000. Nach der Umstellung auf das heutige Divisionensystem stand er bei den Weltmeisterschaften der Division II 2001, 2002, 2003, 2004, 2006 und 2008 auf dem Eis, als den „Aussies“ durch den Sieg beim Heimturnier in Newcastle der erstmalige Aufstieg in die Division I gelang. Anschließend beendete er seine Karriere.

## Erfolge und Auszeichnungen
- 2000 Aufstieg in die Division II bei der D-Weltmeisterschaft
- 2002 Gewinn des Goodall Cups mit den Sydney Bears
- 2007 Gewinn des Goodall Cups mit den Sydney Bears
- 2008 Aufstieg in die Division I bei der Weltmeisterschaft der Division II, Gruppe B